# Фёдоров, Станислав Владимирович
Станисла́в Влади́мирович Фёдоров (12 октября 1968, Ленинград — 26 июля 2020) — российский спортсмен-воздухоплаватель, конструктор аэростатических воздушных судов. Обладатель мировых и национальных рекордов в области воздухоплавания. Председатель Русского воздухоплавательного общества.

## Биография
Родился 12 октября 1968 года в Ленинграде.
Детство и юность провёл в Петрозаводске.
Умер 26 июля 2020 года.

## Образование
Воспитанник карельского ДОСААФ (1984—1986). С 1991 года руководитель Воздухоплавательного центра «Авгуръ» (Москва). В 1998 году окончил Московский университет экономики, статистики и финансов, в 2000 году — высшие курсы Военной академии Генерального штаба ВС РФ, в 2004 году — Российскую Академию государственной службы при Президенте РФ.

## Спортивная деятельность
- Мастер спорта России международного класса по воздухоплаванию (2007)
- Заслуженный мастер спорта России (2008)

## Достижения
Под руководством С. В. Фёдорова разработано более 30 типов воздухоплавательной техники различного назначения. Установил 11 национальных, 7 мировых и 1 абсолютный мировой рекорд. Действительный член Международной дирижабельной ассоциации (1997).
Некоторые мировые рекорды:
- Март 2006 года — Рекорд скорости для тепловых дирижаблей. Дирижабль «Зяблик» развил скорость 27,45 км/час[3].

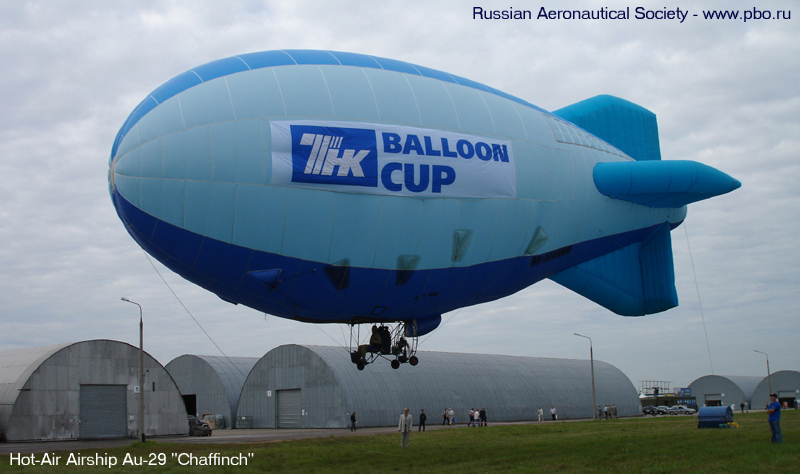
Дирижабль AU-29 «Зяблик»

- Август 2006 года — Рекорд высоты для тепловых дирижаблей. Дирижабль «Полярный гусь» поднялся на высоту 8 180 метров[4][5][6][7].

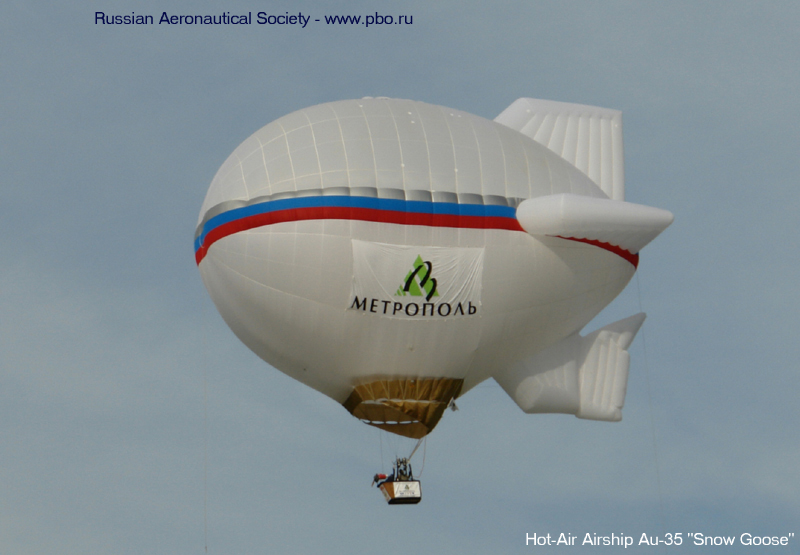
Дирижабль AU-35 «Полярный гусь»

## Награды и звания
- Орден «За личное мужество»
- Золотая медаль Сантос-Дюмона
- Лауреат премии Правительства России в области техники за 2002 год
- Академик Российской академии космонавтики
- российские и иностранные медали